# Hot Fun in the Summertime
Hot Fun in the Summertime är en singel släppt 1969 av den amerikanska soul- och funkgruppen Sly and the Family Stone. Singeln släpptes precis innan bandets uppmärksammade spelning på Woodstockfestivalen samma sommar, en spelning som utökade deras fanskara väsentligt. Texten till "Hot Fun in the Summertime" tillägnas alla de roliga sakerna man kan göra under sommaren. Låten var tänkt att ingå på en planerad LP tillsammans med låtarna "Everybody is a Star" och  "Thank You (Falettinme Be Mice Elf Agin)", men albumet färdigställdes aldrig och låtarna släpptes istället på gruppens samlingsskiva, Greatest Hits som utkom i slutet av 1970. 
Som B-sida på singeln låg låten "Fun", en låt som också fanns med på gruppens tredje album, Life som släpptes 1968.
När världens största musiktidkrift, Rolling Stone, 2004 publicerade listan The 500 Greatest Songs of All Time placerade sig denna låt på plats 247.

## Instrumentation
- Solo- och körsång av Sly Stone, Rosie Stone, Freddie Stone och  Larry Graham
- Gitarr av Freddie Stone
- Bas av Larry Graham
- Trummor av Greg Errico
- Blåsinstrument av Jerry Martini (tenorsaxofon) och Cynthia Robinson (trumpet)
- Skriven och producerad av Sly Stone